# Sancho Ordóñez
Sancho Ordóñez (c. 895– después del 10 de junio 929), hijo del rey Ordoño II de León y de una aristócrata gallega, la reina Elvira Menéndez, fue rey de Galicia (subordinado al rey de León) desde el año 926 hasta su muerte. En 926 Sancho y sus hermanos Alfonso y Ramiro Ordóñez consiguieron expulsar del trono de León a su primo Alfonso Froilaz.

## Biografía
Hijo primogénito del rey Ordoño II de León y de su primera esposa, la reina Elvira Menéndez, aparece por primera vez en la documentación medieval el 30 de mayo de 912 cuando confirma un privilegio de su padre con su tío Fruela II de León y sus hermanos Alfonso y Ramiro.  A la muerte de su padre en 924, el hermano de este último, Fruela II de León, ocupó el trono leonés. Las circunstancias que rodearon la muerte de Fruela II un año después –entre el 12 de agosto y el 8 de septiembre de 925− no están bien documentadas. Tras ambos sucesos, el hijo de Fruela, Alfonso Froilaz, ocupó el trono leonés, e inició un enfrentamiento con sus primos, los hijos del difunto Ordoño II de León. En el año 926, con la ayuda del rey Sancho Garcés I de Pamplona, suegro de Alfonso, los hijos de Ordoño II consiguieron expulsar a Alfonso Froilaz del trono leonés y le obligaron a refugiarse primero en Galicia y posteriormente en Asturias de Santillana.
Sancho Ordóñez, a quien por su condición de hijo primogénito le correspondía ocupar el trono leonés, se enfrentó a su hermano Alfonso quien con la ayuda de su suegro, el rey Sancho Garcés I, se impuso y fue reconocido rey de León. Sin embargo, Sancho expulsó a su hermano Alfonso, quien se refugió en Astorga. Con la ayuda de su primo Alfonso Froilaz, logró al final expulsar a su hermano Sancho y comenzó a reinar en León el 12 de febrero de 926.
Casado con Goto Muñoz, (c. 900-964), miembro de la más alta nobleza gallega, Sancho mantuvo el gobierno del reino de Galicia, que se extendía desde la costa cantábrica hasta el río Miño. Poco después del 16 de abril de 926, fue ungido rey de Galicia por Hermenegildo, obispo de Santiago de Compostela. Durante los tres años que duró su reinado, mantuvo buenas relaciones con su hermano menor, Alfonso IV, quien visitó en varias ocasiones el reino de Galicia. El hermano menor de ambos, Ramiro, gobernó el territorio portucalense entre los ríos Miño y Mondego y estableció la capital en Viseo. Tanto Sancho como Ramiro gobernaron de manera subordinada a Alfonso al que, en su condición de rey de León, reconocían cierta prioridad.
La última vez que Sancho Ordóñez figura en la documentación, como Gallecie princeps, fue el 10 de junio de 929 en el monasterio de Celanova cuando él y la reina Goto recibieron una donación de varias villas y fueron prohijados por Ansuario. En ese mismo año también aparece con Goto cuando donaron la villa de Pombeiro al monasterio que ahí se construyó. Habrá fallecido, sin dejar descendencia, entre esa fecha y el 8 de agosto cuando ya aparece Alfonso IV en la catedral de Santiago de Compostela confirmando privilegios. A su muerte, el reino se reintegró pacíficamente en los dominios del Alfonso IV, como refiere el cronista musulmán de la época Ibn Hayyan:

Al poco murió Sancho, en la región donde se había refugiado, sin dejar hijos, con lo que ésta pasó al rey unánimemente aceptado, Alfonso, que ya no tuvo competidor en el poder.

## Sepultura

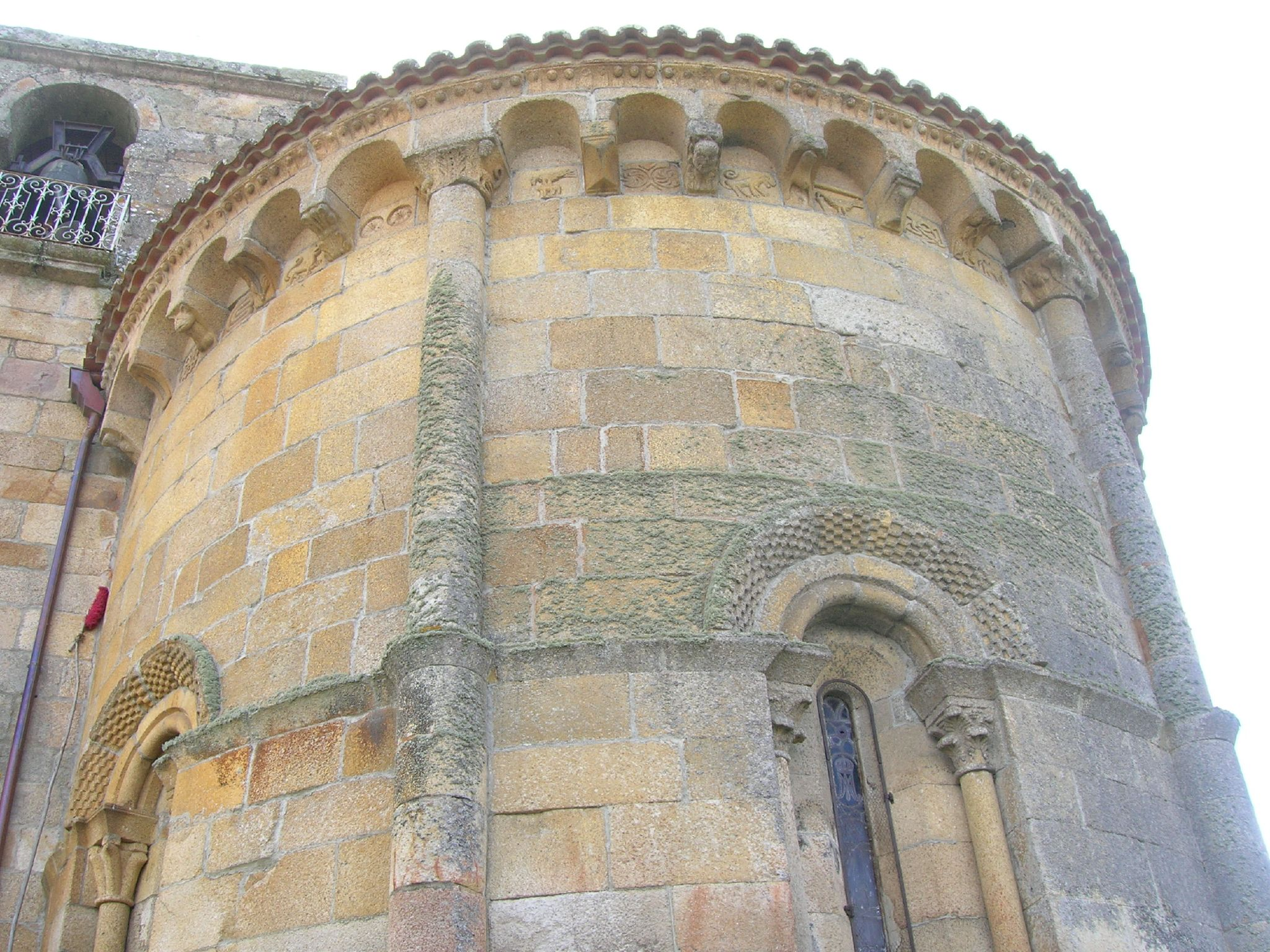
Ábside de la iglesia de Santa María en Castrelo de Miño donde el rey Sancho y la reina Goto recibieron sepultura.

Después de su defunción, el cadáver del rey Sancho Ordóñez recibió sepultura en el monasterio dúplice de Castrelo de Miño, municipio gallego localizado en la provincia de Orense, donde profesó como religiosa su viuda, la reina Goto. Según se desprende de una donación realizada por el rey Ramiro II de León a dicho monasterio en el año 947, la reina Goto era en esas fechas abadesa del cenobio.
| Predecesor: Alfonso Froilaz (Rey de León) | Rey de Galicia (subordinado al Rey de León) 926 - 929 | Sucesor: Alfonso IV (Rey de León) |